# Clathrogaster
Clathrogaster — рід грибів родини Hysterangiaceae. Назва вперше опублікована 1900 року.

## Класифікація
До роду Clathrogaster відносять 2 види:
- Clathrogaster beccarii
- Clathrogaster vulvarius